# Crosville-sur-Scie
 Crosville-sur-Scie  es una población y comuna francesa, en la región de Alta Normandía, departamento de Sena Marítimo, en el distrito de Dieppe y cantón de Longueville-sur-Scie.

## Demografía
| 190 | 161 | 177 | 222 | 265 | 236 |
| Para los censos de 1962 a 1999 la población legal corresponde a la población sin duplicidades (Fuente: INSEE [Consultar]) |     |     |     |     |     |